# Королевский астроном

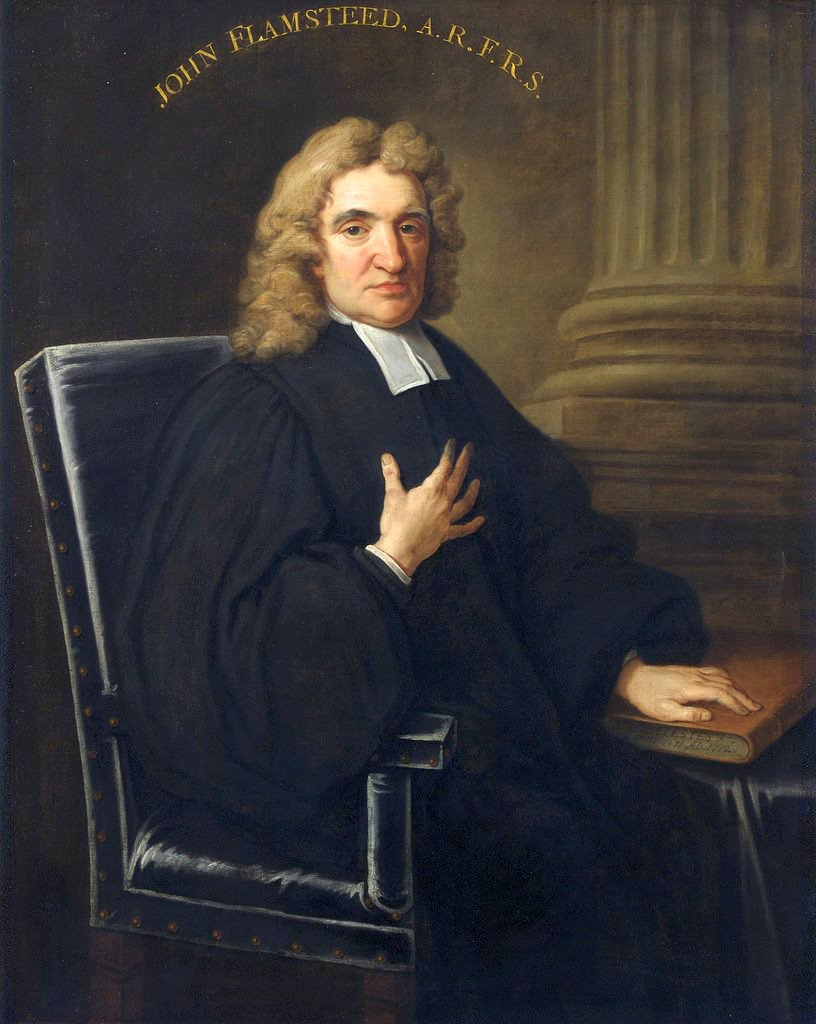
Джон Флемстид

Королевский астроном (англ. Astronomer Royal) — почётная должность при королевском дворе Великобритании, в настоящее время имеет чисто символический характер. Существуют два рабочих места этой должности — собственно Королевский астроном (считается более престижной, учреждена 22 июня 1675 года королём Карлом II при создании Гринвичской обсерватории) и Королевский астроном Шотландии (учреждена в 1834 году Вильгельмом IV).
Первым Королевским астрономом был назначен Джон Флемстид.До 1972 года должность Королевского астронома автоматически занимали директора Гринвичской обсерватории, с 1972 года эта должность стала самостоятельной, по сути — почётной должностью, не связанной с какими-либо обязанностями.
Королевский астроном получает стипендию в размере 100 фунтов в год и находится под непосредственным руководством Лорда-камергера.
В 1783—1921 гг. существовала также должность Королевского астронома Ирландии.

## Список Королевских астрономов
- 1675—1719: Джон Флемстид
- 1720—1742: Эдмунд Галлей
- 1742—1762: Джеймс Брэдли
- 1762—1764: Натаниель Блисс
- 1765—1811: Невил Маскелайн
- 1811—1835: Джон Понд
- 1835—1881: сэр Джордж Биддель Эйри
- 1881—1910: сэр Уильям Кристи
- 1910—1933: сэр Фрэнк Уотсон Дайсон
- 1933—1955: сэр Гарольд Спенсер Джонс
- 1956—1971: Ричард ван дер Рит Вулли
- 1972—1982: сэр Мартин Райл
- 1982—1990: сэр Фрэнсис Грэм-Смит
- 1991—1995: сэр Арнольд Волфендейл
- 1998 —2025: Мартин Рис
- 2025 — н. в.: Мишель Доэрти